# Артамонов, Ефим Михеевич
Ефи́м Михе́евич Артамо́нов (1776 год, Пожевской Завод, Пермская губерния, Российская империя — 1841 год, Суксун, Пермская губерния, Российская империя) — вымышленный «изобретатель первого русского велосипеда-самоката» (велосипеда Артамонова) согласно работам экономиста Василия Белова (1896 года) и географа, краеведа Ивана Кривощёкова (1910 года, со ссылкой на публикацию Белова). В советское время биография Артамонова была дописана.

## Биография
По легенде, Ефим Артамонов родился в 1776 году в семье крепостного плотника и специалиста по строительству барок Михея Артамонова, работающего на Пожевском заводе, который в 1773 году перешёл от Строгановых к В. А. Всеволжскому.
В 1790 году Михея Артамонова отправили на Староуткинскую пристань на реку Чусовую строить барки для сплава. Ефим же был послан на демидовский Нижнетагильский завод для доставки металлических креплений. Ефиму приходилось часто покрывать расстояние из Нижнего Тагила до Староуткинска в восемьдесят вёрст.
По одной из версий, в 1800 году Ефимом Михеевичем был изобретён первый велосипед-самокат, который состоял из двух железных колес и деревянного сиденья, на котором надо было бегать. В 1801 году, в год кончины царя Павла I, была назначена коронация Александра I, когда был послан на неё Ефим Михеевич с изобретённым велосипедом. Императору Александру изобретение понравилось, и он пожаловал 25 рублей золотом и «вольную» Ефиму Артамонову.
Летом 1802 года в Нижнем Тагиле ряд мастеров сделали «самокаты», более легкие и изящные, чем Артамоновский. Однако хозяева обвинили мастеров в краже «хозяйского железа», за что были биты у кого имелись самокаты, батогами, было изъято «хозяйское железо», которое было пущено на переплавку. Сам Ефим Михеевич был отправлен в ссылку. В 1815 году Ефим Михеевич возвратился на Пожевской Завод и по некоторым сведениям в 1830 году участвовал в создании самоходной коляски на паровом ходу, а в 1840 году на Суксунском заводе участвовал в постройке железного парохода.
Ефим Михеевич умер в 1841 году в Суксуне Пермской губернии.

## Критика
В 1947 году В. В. Данилевский в первом издании книги «Русская техника» сомневался в подлинности велосипеда:
В Нижне-Тагильском музее хранится железный велосипед, приписываемый Артамонову, но скорее всего несколько более позднего происхождения.
Научные сотрудники Политехнического музея (г. Москва) Вилинова и Майстров в конце XX века провели исследование и пришли к выводу: «В настоящее время не найдено ни одного документа, который подтвердил бы, что на Урале жил крепостной изобретатель Артамонов. Нельзя считать доказательством сообщения В. Д. Белова и И. Я. Кривощекова, изданные через 100 лет после предполагаемых событий. Не найдено ни одного научного доказательства, что к изобретательству в этой области имели отношение Артамон Кузнецов или тем более, Ефим Артамонов, само существование которого не установлено.»
Независимо от них московский исследователь к. т. н. Григорий Николаевич Лист выяснил, что создание велосипеда в 1800 году является спорным, как и существование самого Ефима Михеевича Артамонова. Первая известная публикация истории об изобретении велосипеда Артамоновым появилась почти через сто лет после описываемого события. В документах предшествующих лет, включая материалы о коронации Павла I и Александра I, подборку материалов о крепостных изобретателях в «Отечественных записках», письма придворных и периодические издания, никаких следов велосипеда или самоката, а также самого Артамонова найти не удалось.
Тимофей Скоренко в книге «Изобретено в России» обобщает информацию и подтверждает, что история про велосипед Артамонова — это миф, впервые опубликованный в 1896 году в книге «Исторический очерк уральских горных заводов» В. Д. Белова.
Однако ни одного исторического документа, подтверждающего факт этого изобретения, дату его изготовления и имя мастера, до сих пор не найдено. Анализ металла, из которого сделан «Артамоновский велосипед», взятый на экспертизу в 1980-е гг., определил время изготовления этого экспоната — 1870-е гг.
В исторической науке изобретение велосипеда и личность Е. М. Артамонова считаются мифом с конца 1980-х. По состоянию на 2016 год экспонат «Велосипед Артамонова» снят с постоянной экспозиции нижнетагильского музея-заповедника, но оставлен в экспозиции Дома-музея Черепановых.